# Unione Sportiva Lecce 1982-1983
In questa pagina sono raccolte le informazioni riguardanti le competizioni ufficiali disputati dall'Unione Sportiva Lecce nella stagione 1982-1983.

## Stagione
Nella stagione 1982-1983 il Lecce affidato alle cure dell'allenatore Mario Corso ha raggiunto con affanno la salvezza, dopo aver disputato un girone di andata discreto con 20 punti messi nel carniere, alle spalle delle grandi, ed un girone di ritorno da cenerentola ultimo con la miseria di 14 punti raccolti, in tutto ha raccolto 34 punti, arrivando un paio di punti sopra la zona retrocessione. Sono salite in Serie A il Milan, la Lazio ed il Catania, sono retrocessi in Serie C1 la Reggiana, il Bologna, il Foggia ed il Bari. Con 7 reti il miglior realizzatore salentino è stato Maurizio Orlandi.
Nella Coppa Italia il Lecce disputa il quinto girone di qualificazione, con sei punti si piazza al terzo posto alle spalle della Roma e del Verona che accedono agli ottavi di finale.

## Divise e sponsor
Per l'anno 1982-1983 il fornitore tecnico è Adidas, mentre lo sponsor della maglia Lemonsoda.
| Casa | Trasferta |

## Rosa
| N. |                   | Ruolo | Calciatore               |
| -- | ----------------- | ----- | ------------------------ |
|    | Italia (bandiera) | P     | Graziano De Luca         |
|    | Italia (bandiera) | P     | Divo Vannucci            |
|    | Italia (bandiera) | D     | Giuseppe Bagnato         |
|    | Italia (bandiera) | D     | Pasquale Bruno           |
|    | Italia (bandiera) | D     | Michele Lorusso          |
|    | Italia (bandiera) | D     | Salvatore Antonio Nobile |
|    | Italia (bandiera) | D     | Carmelo Miceli           |
|    | Italia (bandiera) | D     | Ciro Pezzella            |
|    | Italia (bandiera) | D     | Plinio Serena            |
|    | Italia (bandiera) | D     | Marco Serra              |
|    | Italia (bandiera) | D     | Mauro Valentino          |
|    | Italia (bandiera) | C     | Ruggero Cannito          |

| N. |                   | Ruolo | Calciatore         |
| -- | ----------------- | ----- | ------------------ |
|    | Italia (bandiera) | C     | Nello Cianci       |
|    | Italia (bandiera) | C     | Lorenzo Ferrante   |
|    | Italia (bandiera) | C     | Dario Levanto      |
|    | Italia (bandiera) | C     | Claudio Luperto    |
|    | Italia (bandiera) | C     | Francesco Mileti   |
|    | Italia (bandiera) | C     | Maurizio Orlandi   |
|    | Italia (bandiera) | C     | Roberto Rizzo      |
|    | Italia (bandiera) | A     | Antonio Capone     |
|    | Italia (bandiera) | A     | Sergio Magistrelli |
|    | Italia (bandiera) | A     | Agostino Spica     |
|    | Italia (bandiera) | A     | Giancarlo Tacchi   |
|    | Italia (bandiera) | A     | Paolo Tusino       |

## Risultati

### Serie B

#### Girone di andata
| Arbitro: | Esposito (Torre del Greco) |

|                        |           |              |
| Bagnato 32’ Tusino 39’ | Marcatori | 89’ Fontolan |

| Arbitro: | Lombardo (Marsala) |

|             |           |  |
| Goretti 69’ | Marcatori |  |

| Arbitro: | Magni (Bergamo) |

|  |           |                |
|  | Marcatori | 33’ Cantarutti |

| Arbitro: | Patrussi (Ravenna) |

|               |           |                             |
| Bresciani 50’ | Marcatori | 50’ Cuccovillo 89’ Pezzella |

| Arbitro: | Testa (Prato) |

|             |           |                |
| Orlandi 43’ | Marcatori | 20’ Rossinelli |

| Arbitro: | Pezzella (Frattamaggiore) |

|                |           |  |
| Morbiducci 43’ | Marcatori |  |

| Arbitro: | Leni (Perugia) |

|             |           |                  |
| Luperto 21’ | Marcatori | 55’, 86’ Galvani |

| Arbitro: | Esposito (Torre del Greco) |

|              |           |             |
| Pradella 23’ | Marcatori | 62’ Cannito |

| Arbitro: | Benedetti (Roma) |

|                                 |           |                           |
| Bagnato 28’ Spica 35’ Bruno 65’ | Marcatori | 73’ Scaglia 88’ Cerantola |

| Arbitro: | Angelelli (Terni) |

|                                   |           |  |
| Giordano 32’ (rig.) Ambu 60’, 78’ | Marcatori |  |

| Arbitro: | Tubertini (Bologna) |

|                                  |           |  |
| Tusino 31’ Spica 82’ Orlandi 85’ | Marcatori |  |

| Arbitro: | Baldi (Roma) |

|                    |           |                    |
| Tivelli 68’ (rig.) | Marcatori | 87’ (rig.) Orlandi |

| Arbitro: | Pieri (Genova) |

|                  |           |  |
| Luperto 61’, 87’ | Marcatori |  |

| Arbitro: | Facchin (Udine) |

|  |           |             |
|  | Marcatori | 70’ Bagnato |

| Arbitro: | Patrussi (Arezzo) |

|                              |           |               |
| Mileti 4’ Orlandi 16’ (rig.) | Marcatori | 59’ Carnevale |

| Arbitro: | Altobelli (Roma) |

|                           |           |  |
| Roselli 20’ Gibellini 49’ | Marcatori |  |

| Arbitro: | Barbaresco (Cormons) |

|                    |           |            |
| Orlandi 40’ (rig.) | Marcatori | 11’ Icardi |

| Arbitro: | Esposito (Torre del Greco) |

|           |           |             |
| Butti 53’ | Marcatori | 82’ Orlandi |

| Arbitro: | De Marchi (Novara) |

|            |           |                    |
| Tusino 52’ | Marcatori | 84’ (aut.) Lorusso |

#### Girone di ritorno
| Arbitro: | Facchin (Udine) |

|                          |           |  |
| Nicoletti 42’ Palese 81’ | Marcatori |  |

| Arbitro: | Tubertini (Bologna) |

|                                  |           |  |
| Cannito 6’ Capone 20’ Nobile 86’ | Marcatori |  |

| Arbitro: | Pairetto (Torino) |

|                                   |           |  |
| Pezzella 9’ (aut.) Cantarutti 29’ | Marcatori |  |

| Arbitro: | Longhi (Roma) |

|            |           |              |
| Capone 57’ | Marcatori | 39’ Armenise |

| San Benedetto del Tronto 6 marzo 1983 24ª giornata | Sambenedettese   | 0 – 0 | Lecce | Stadio Fratelli Ballarin\| Arbitro: \| Altobelli (Roma) \| |
| Arbitro:                                           | Altobelli (Roma) |       |       |                                                            |

| Lecce 13 marzo 1983 25ª giornata | Lecce        | 0 – 0 | Perugia | Stadio Via del Mare\| Arbitro: \| Baldi (Roma) \| |
| Arbitro:                         | Baldi (Roma) |       |         |                                                   |

| Arbitro: | Pezzella (Frattamaggiore) |

|                        |           |  |
| Finardi 39’ Bonomi 49’ | Marcatori |  |

| Arbitro: | Tubertini (Bologna) |

|           |           |           |
| Nobile 7’ | Marcatori | 76’ Mitri |

| Varese 2 aprile 1983 28ª giornata | Varese             | 0 – 0 | Lecce | Stadio Franco Ossola\| Arbitro: \| Sguizzato (Verona) \| |
| Arbitro:                          | Sguizzato (Verona) |       |       |                                                          |

| Lecce 10 aprile 1983 29ª giornata | Lecce            | 0 – 0 | Lazio | Stadio Via del Mare\| Arbitro: \| Vitali (Bologna) \| |
| Arbitro:                          | Vitali (Bologna) |       |       |                                                       |

| Arbitro: | Falzier (Treviso) |

|                  |           |  |
| De Rosa 46’, 78’ | Marcatori |  |

| Arbitro: | Patrussi (Ravenna) |

|             |           |  |
| Luperto 54’ | Marcatori |  |

| Arbitro: | Leni (Perugia) |

|                                   |           |  |
| Maritozzi 2’ Conca 17’ Tormen 73’ | Marcatori |  |

| Lecce 8 maggio 1983 33ª giornata | Lecce            | 0 – 0 | Pistoiese | Stadio Via del Mare\| Arbitro: \| Altobelli (Roma) \| |
| Arbitro:                         | Altobelli (Roma) |       |           |                                                       |

| Reggio Emilia 15 maggio 1983 34ª giornata | Reggiana              | 0 – 0 | Lecce | Stadio Mirabello\| Arbitro: \| Ballerini (La Spezia) \| |
| Arbitro:                                  | Ballerini (La Spezia) |       |       |                                                         |

| Arbitro: | Benedetti (Roma) |

|                    |           |                                          |
| Orlandi 59’ (rig.) | Marcatori | 46’ Frappampina 51’ Colomba 84’ De Ponti |

| Arbitro: | Pieri (Genova) |

|                                                       |           |                       |
| Battistini 43’ Cannito 56’ (aut.) Incocciati 67’, 72’ | Marcatori | 78’ Spica 83’ Luperto |

| Arbitro: | Longhi (Roma) |

|                       |           |             |
| Miceli 25’ Capone 37’ | Marcatori | 87’ Malisan |

| Arbitro: | Lombardo (Marsala) |

|                         |           |  |
| Pacione 30’ Snidaro 62’ | Marcatori |  |

### Coppa Italia

#### Fase a gironi
| Arbitro: | Pezzella (Frattamaggiore) |

|  |           |                               |
|  | Marcatori | 34’ Marangon 71’ (rig.) Penzo |

| Arbitro: | Testa (Prato) |

|  |           |                 |
|  | Marcatori | 61’ Magistrelli |

| Lecce 29 agosto 1982 3ª giornata | Lecce          | 0 – 0 | Roma | Stadio Via del Mare\| Arbitro: \| Pieri (Genova) \| |
| Arbitro:                         | Pieri (Genova) |       |      |                                                     |

| Modena 1º settembre 1982 4ª giornata | Modena             | 0 – 0 | Lecce | Stadio Alberto Braglia\| Arbitro: \| Bianciardi (Siena) \| |
| Arbitro:                             | Bianciardi (Siena) |       |       |                                                            |

| Arbitro: | Lamorgese (Potenza) |

|                    |           |                                      |
| Zanolla 70’ (rig.) | Marcatori | 2’ Tusino 36’ Mileti 57’ Magistrelli |

## Statistiche

### Statistiche di squadra
| Competizione | Punti | In casa | In casa | In casa | In casa | In casa | In casa | In trasferta | In trasferta | In trasferta | In trasferta | In trasferta | In trasferta | Totale | Totale | Totale | Totale | Totale | Totale | DR  |
| Competizione | Punti | G       | V       | N       | P       | Gf      | Gs      | G            | V            | N            | P            | Gf           | Gs           | G      | V      | N      | P      | Gf     | Gs     | DR  |
| ------------ | ----- | ------- | ------- | ------- | ------- | ------- | ------- | ------------ | ------------ | ------------ | ------------ | ------------ | ------------ | ------ | ------ | ------ | ------ | ------ | ------ | --- |
| Serie B      | 34    | 19      | 8       | 8       | 3       | 25      | 16      | 19           | 2            | 6            | 11           | 8            | 28           | 38     | 10     | 14     | 14     | 33     | 44     | -11 |
| Coppa Italia | -     | 2       | 0       | 1       | 1       | 0       | 2       | 3            | 2            | 1            | 0            | 4            | 1            | 5      | 2      | 2      | 1      | 4      | 3      | +1  |
| Totale       |       | 21      | 8       | 9       | 4       | 25      | 18      | 22           | 4            | 7            | 11           | 12           | 29           | 43     | 12     | 16     | 15     | 37     | 47     | -10 |

### Statistiche dei giocatori
| Giocatore      | Serie B  | Serie B | Coppa Italia | Coppa Italia | Totale   | Totale |
| Giocatore      | Presenze | Reti    | Presenze     | Reti         | Presenze | Reti   |
| -------------- | -------- | ------- | ------------ | ------------ | -------- | ------ |
| G. Bagnato     | 38       | 3       | ?            | ?            | 38+      | 3+     |
| P. Bruno       | 32       | 1       | ?            | ?            | 32+      | 1+     |
| R. Cannito     | 35       | 2       | ?            | ?            | 35+      | 2+     |
| A. Capone      | 16       | 3       | ?            | ?            | 16+      | 3+     |
| N. Cianci      | 30       | 0       | ?            | ?            | 30+      | 0+     |
| G. De Luca     | 13       | -17     | ?            | ?            | 13+      | -17+   |
| L. Ferrante    | 11       | 0       | ?            | ?            | 11+      | 0+     |
| M. Lorusso     | 27       | 0       | ?            | ?            | 27+      | 0+     |
| C. Luperto     | 33       | 5       | ?            | ?            | 33+      | 5+     |
| S. Magistrelli | 13       | 0       | ?            | ?            | 13+      | 0+     |
| C. Miceli      | 36       | 1       | ?            | ?            | 36+      | 1+     |
| F. Mileti      | 30       | 1       | ?            | ?            | 30+      | 1+     |
| S. Nobile      | 7        | 2       | ?            | ?            | 7+       | 2+     |
| M. Orlandi     | 38       | 7       | ?            | ?            | 38+      | 7+     |
| C. Pezzella    | 29       | 1       | ?            | ?            | 29+      | 1+     |
| R. Rizzo       | 6        | 0       | ?            | ?            | 6+       | 0+     |
| P. Serena      | 12       | 0       | ?            | ?            | 12+      | 0+     |
| A. Spica       | 27       | 3       | ?            | ?            | 27+      | 3+     |
| G. Tacchi      | 5        | 0       | ?            | ?            | 5+       | 0+     |
| P. Tusino      | 22       | 3       | ?            | ?            | 22+      | 3+     |
| M. Valentino   | 1        | 0       | ?            | ?            | 1+       | 0+     |
| D. Vannucci    | 26       | -27     | ?            | ?            | 26+      | -27+   |